# Fechtmeisterschaften der Deutschen Turnerschaft 1927
Die Fechtmeisterschaften der Deutschen Turnerschaft 1927 wurde in Leipzig ausgetragen. Parallel dazu trug der Deutsche Fechter-Bund eigene Meisterschaften in München (Einzel) sowie Magdeburg und Frankfurt am Main (Mannschaft) aus. Die Fechter nahmen an den Meisterschaften des jeweiligen Verbandes teil, in dem ihre Vereine, beziehungsweise die Fechtabteilungen ihrer Vereine, organisiert waren. Es wurden nur Einzelwettbewerbe der Herren ausgetragen, Damenwettbewerbe gab es keine.

## Ergebnisse

### Florett
Im Florettfechten gewann Julius Thomson nach einem Stichkampf gegen Wilhelm Löffler. Beide errangen zehn Siege bei elf Gefechten in der Endrunde. Dritter wurde Herbert Hoops (acht Siege).
| Platz | Sportler        | Verein                      |
| ----- | --------------- | --------------------------- |
| 1     | Julius Thomson  | TV Offenbach                |
| 2     | Wilhelm Löffler | Frankfurter Turnverein 1860 |
| 3     | Herbert Hoops   | Berlin                      |

### Degen
Im Degenwettbewerb starteten 40 Fechter. Sieger wurde Herbert Hoops vor Siegfried Bertold und Julius Thomson. Alle drei konnten acht Siege bei elf Gefechten in der Endrunde erringen. Der Meister der Meisterschaft der Deutschen Turnerschaft 1925, Hermann Schöndube, konnte wegen einer Krankheit nicht teilnehmen.
| Platz | Sportler          | Verein       |
| ----- | ----------------- | ------------ |
| 1     | Herbert Hoops     | Berlin       |
| 2     | Siegfried Bertold | TV Chemnitz  |
| 3     | Julius Thomson    | TV Offenbach |

### Säbel
Säbelmeister wurde Wilhelm Löffler mit zehn Siegen bei elf Gefechten in der Endrunde vor Herbert Hoops und Paul Postel (jeweils acht Siege).
| Platz | Sportler        | Verein                      |
| ----- | --------------- | --------------------------- |
| 1     | Wilhelm Löffler | Frankfurter Turnverein 1860 |
| 2     | Herbert Hoops   | Berlin                      |
| 3     | Paul Postel     | TV Chemnitz                 |